# Helmut Losch
Helmut Losch (n. 12 octombrie 1947, Barth, Landkreis Stralsund⁠(d), Germania – d. 10 ianuarie 2005, Stralsund, Mecklenburg-Pomerania Inferioară, Germania) a fost un halterofil german, medaliat olimpic. A participat la 2 ediții ale Jocurilor Olimpice (1972, 1976) în care a câștigat o medalie de bronz.